# Stiegelgässer Tor
Das Stiegelgässer Tor (auch Stiegelpforte) ist ein altes Stadttor der ehemaligen Ortsbefestigung von Ober-Ingelheim.

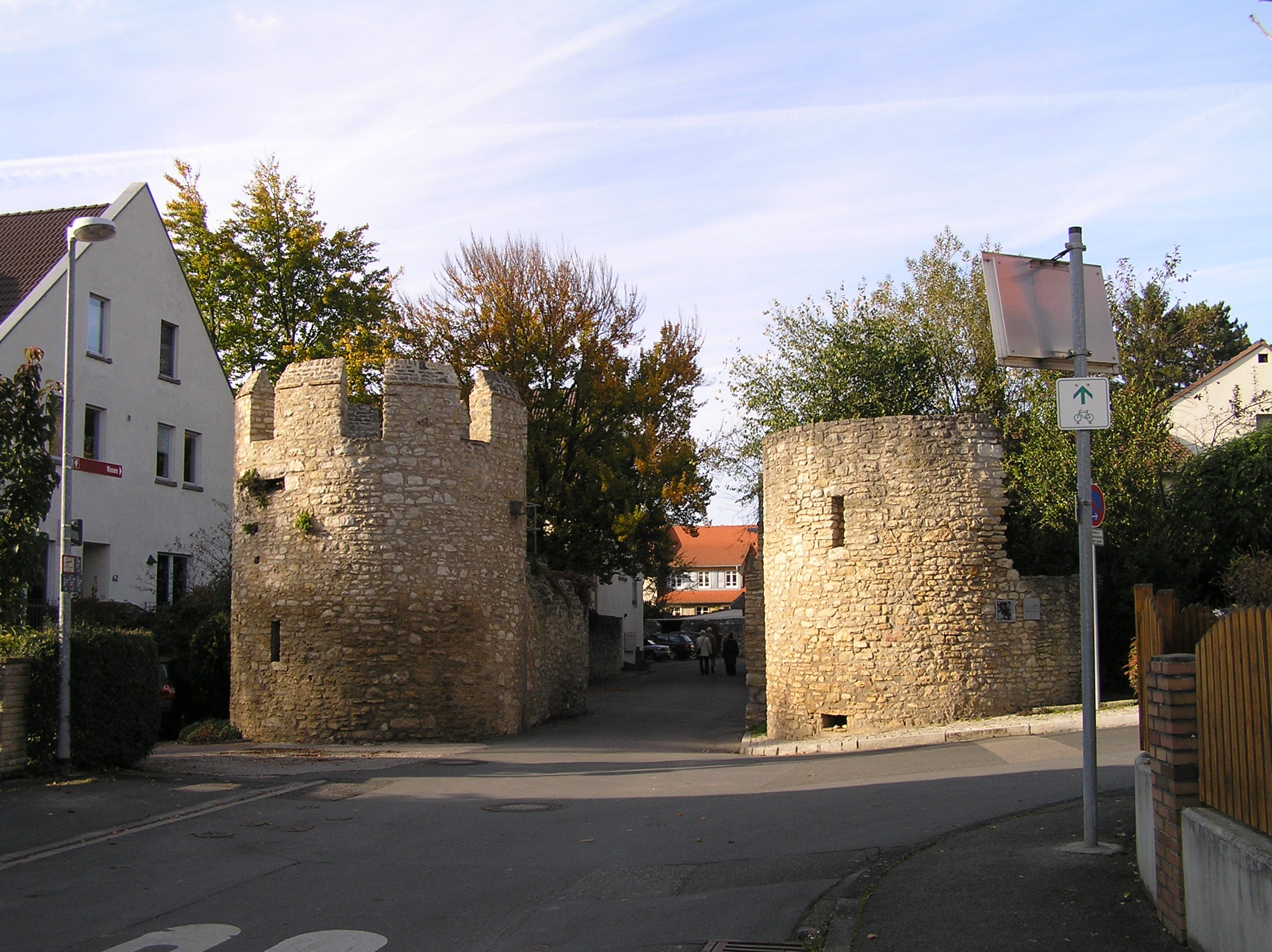
Das Stiegelgässer Tor von Süden

## Name
Der Name Stiegel leitet sich von einem Steg ab, über dem man das Tor passieren musste, um in den Ort zu gelangen. Auch die durchführende Straße (Stiegelgasse) zeugt von diesem einstigen Steg.

## Architektur
Das Tor besteht aus zwei Türmen, von denen der Westturm sehr gut erhalten ist, der östliche hingegen nicht. Beim westlichen Torturm sind noch die Zinnen und die Aufstiegstreppe erhalten.

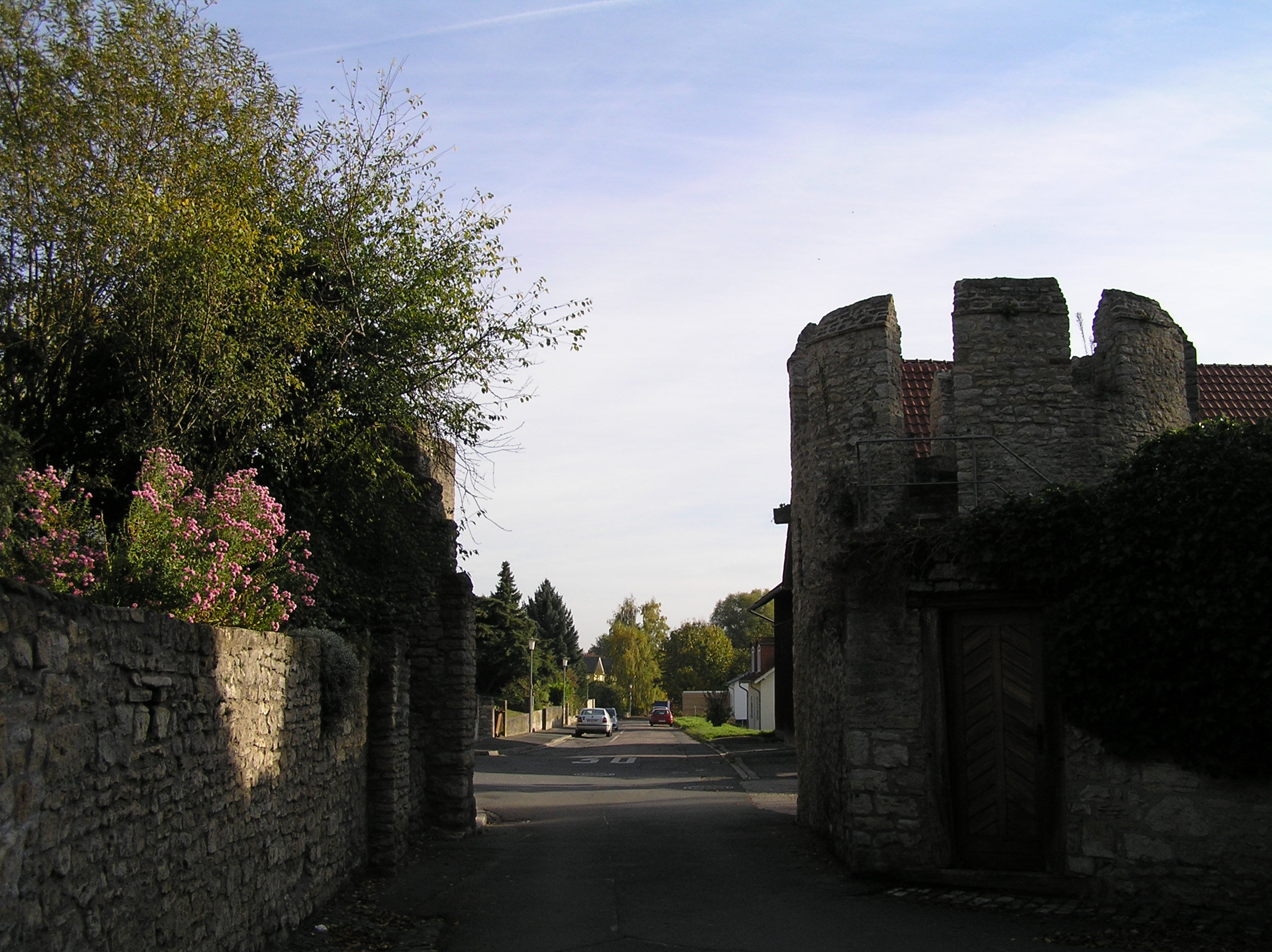
Das Stiegelgässer Tor von Norden

## Geschichte
Das Tor würde als südlichste Verbindung Richtung Großwinternheim im 13. Jahrhundert gebaut. Auch konnte man durch dieses Tor bei geschlossenem Haupttor abends noch in den Ort gelangen. Der gut erhaltene Westturm ist heute in Privatbesitz, nur der Ostturm ist im Besitz der Stadt Ingelheim am Rhein.

## Sonstiges
Durch das Stiegelgässer Tor führt heute noch der Pkw-Verkehr, was sich in naher Zukunft auch nicht ändern wird.